# アブ・バカル・バシル

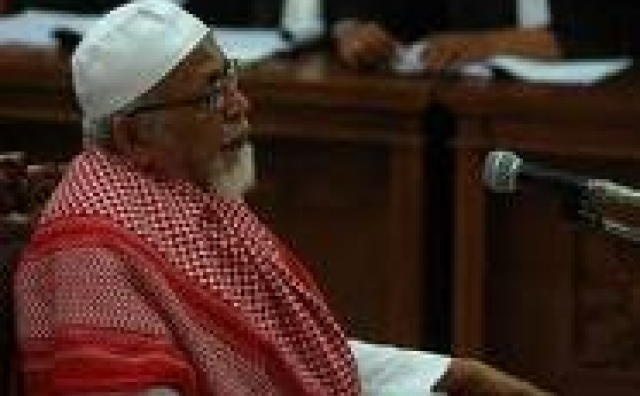
アブ・バカル・バシル

アブ・バカール・バッシール（インドネシア語: Abu Bakar Ba'asyir）は、インドネシア生まれのアラブ人（ハドラミー）活動家で、インドネシア・ムジャヒディン評議会（英語）の指導者。

## 概要
インドネシアを拠点に活動するイスラーム主義組織ジェマ・イスラミアの精神的指導者であるともされているが、バッシール本人は関係を否定している。日本の報道ではバシル師とも呼称される。
2010年8月9日、インドネシア国家警察がバッシールをテロ容疑で逮捕した。ジェマ・イスラミアの強硬派が、インドネシア北西部アチェ州内に設置した秘密軍事訓練キャンプなどを国家警察が摘発した際に、バッシールとの関連が疑われる文書を押収した為としている。
2021年1月8日、刑期満了のため、インドネシアの首都ジャカルタ南方ボゴール県の刑務所を出所した。